# Heinrich Gillis Görtz
Heinrich Gillis Görtz (* 30. Juni 1940 in Nettetal-Lobberich; † 11. September 2010 in Nettetal-Lobberich) war ein deutscher Maler und Grafiker.

## Leben und Wirken
Heinrich Gillis Görtz absolvierte ab 1955 eine Lehre als Entwerfer für Textildruck und war danach in diesem Beruf tätig. Dabei besuchte er Abendkurse an der Werkkunstschule Krefeld. 1960/1961 studierte er zwei Semester an der Kunstakademie Düsseldorf bei Ferdinand Macketanz, Gerhard Hoehme und Karl Otto Götz. 1961/1962 studierte er Freie Grafik an der Werkkunstschule Krefeld bei Rolf Sackenheim und ab 1962 Malerei und Freie Grafik wieder an der Kunstakademie Düsseldorf bei Joseph Fassbender.
1964 wurden seine ersten Arbeiten in Ausstellungen in Krefeld und Düsseldorf gezeigt. 1965 erhielt er ein Stipendium der Ernst-Poensgen-Stiftung Düsseldorf. Er beschäftigte sich mit zerebralen Strukturen und betrieb Studien an der Medizinischen Akademie Düsseldorf. Auf einer Reise nach Marokko befasste er sich mit islamischer Kunst.
1966 eröffnete er ein Atelier in Düsseldorf und wurde Dozent für Zeichnung an der Werkkunstschule Krefeld. 1966/1967 war er Meisterschüler von Joseph Fassbender an der Kunstakademie Düsseldorf. Ab 1969 entstand seine Radiermappe Zerebral. 1974 wurde er als Professor an den Fachbereich Design der Fachhochschule Niederrhein in Krefeld berufen und zog 1976 nach Krefeld.
1980 begann Heinrich Gillis Görtz mit den Arbeiten an seinem Baarlo-Zyklus, den er bis 1992 auf insgesamt 27 teilweise mehrteilige Blätter und großformatige Lithografien erweiterte. 1985 unternahm er mit Axel Vater und Ingo Ronkholz und 1988 erneut mit Ingo Ronkholz Reisen in die Sowjetunion. 1987 richtete er sich ein Atelier und eine Werkstatt in Nettetal-Lobberich ein, wo er auch wohnte. 1990 erkrankte Heinrich Gillis Görtz und wurde von seinen Dienstpflichten an der Werkkunstschule Krefeld befreit. 1992 wurde er emeritiert. Er widmete sich weiterhin der künstlerischen Arbeit. 2003 fertigte er für die Jahresschrift Muschelhaufen das Titelbild sowie eine Kunstbeilage.
Heinrich Gillis Görtz war ab 1998 Mitglied des Westdeutschen Künstlerbundes und ab 2001 Mitglied des Deutschen Künstlerbundes. Er war ab 1983 mit der Malerin und Zeichnerin Katrin Berger verheiratet.

## Ausstellungen
Einzelausstellungen
- 1996: „Heinrich Gillis Görtz – Bilder 1990–1996“, Kunstverein Xanten, Xanten[2]
- 2007: „Zerebral“, Leopold-Hoesch-Museum, Düren[3]
- 2009: „Heinrich Gillis Görtz – Druckgrafik. Die Mappenwerke“, Katholische Akademie Franz-Hitze-Haus, Münster[4]
- 2010: „Heinrich Gillis Görtz – Zerebral“, Kultur Bahnhof Eller, Düsseldorf[5]
- 2010: „Heinrich Gillis Görtz – Vom Erleben zur Form“, Städtische Galerie im Park Viersen[6] und Ehemalige Reichsabtei in Aachen-Kornelimünster[7]
- 2012: Lithographien aus dem „Baarlo-Zyklus“ im Rahmen der Ausstellung „Großformat“ des Sammlers Gerhard Hartmann[8]

Gruppenausstellungen
- 2007: „Eigenhändig. Aktuelle Positionen der Handzeichnung“, Themenausstellung des Westdeutschen Künstlerbundes, Kunstmuseum Bochum[9]
- 2008: „eigen händig“, Akademie Franz-Hitze-Haus, Münster[10]
- 2009: „Umfeldarbeit“, Projektraum Deutscher Künstlerbund, Berlin[11]
- 2014: „Sie Und Ihre Ausstellungen – 20 Jahre Ausstellungstätigkeit für Kunst aus NRW“, Kunst aus Nordrhein-Westfalen, Aachen[12]

## Veröffentlichungen
- Bernd Ernsting (Hrsg.): Heinrich Gillis Görtz. Baarlo. Mit Texten von Bernd Ernsting, Franz Joseph van der Grinten, Gerhard van der Grinten, Joachim Peter Kastner. Wienand, Köln 1993, ISBN 3-87909-348-2.
- Niklas Stiller (Hrsg.): Heinrich Gillis Görtz. Zerebral 1965–1980. Mit Beiträgen von Niklas Stiller, Renate L. Kastner und Hans Schadewaldt. Omikron, Düsseldorf 2006, ISBN 3-936572-05-4.[13]
- Heinrich Gillis Görtz. Druckgrafik. Die Mappenwerke. Sassafras, Krefeld 2009, ISBN 978-3-922690-88-7.
- Heinrich Gillis Görtz. Vom Erleben zur Form. Ausstellungskatalog. Hrsg. Kunst aus Nordrhein-Westfalen, Aachen. Sassafras, Krefeld 2010, ISBN 978-3-922690-90-0.